# Triumfetta trigona
Triumfetta trigona är en malvaväxtart som beskrevs av Thomas Archibald Sprague och Hutchinson. Triumfetta trigona ingår i släktet triumfettor, och familjen malvaväxter. Inga underarter finns listade i Catalogue of Life.